# Шварцкопф, Хайнрих
Хайнрих Шварцкопф (нем. Heinrich Schwarzkopf, 29 сентября 1912—1998) — немецкий борец, призёр чемпионата Европы.

## Биография
Родился в 1912 году в Кобленце. Уже в 15 лет стал чемпионом Германии среди юниоров. В 1936 году был запасным членом германской сборной на Олимпийских играх в Берлине. В 1937 году стал серебряным призёром чемпионата Европы.